# Neúplná škola
Neúplná škola je základní škola s méně než devíti povinnými ročníky, která vzniká na základě výjimky Ministerstva školství, mládeže a tělovýchovy České republiky. Tato výjimka se uděluje v případech, ve kterých obce nemohou splnit všechny podmínky pro poskytnutí plného povinného základního vzdělání.

## Vznik neúplných škol
Obec je povinna zajistit podmínky pro plnění povinné školní docházky všem dětem, které mají v dané obci trvalé bydliště.
Na základě § 46 školského zákona lze ovšem na území obce, která nedisponuje podmínkami pro zřízení všech devíti povinných ročníků základního vzdělání (škola úplná), zřídit základní školu s menším počtem ročníků (škola neúplná). Taková situace nastává především v obcích s malým počtem obyvatel.
Neúplná základní škola může mít od jednoho až do osmi ročníků, nejčastěji se pak uplatňuje model 1. – 5. ročníku. To odpovídá prvnímu stupni základního českého školského vzdělání. Na druhý stupeň, na rozdíl od žáků úplných škol, musí žáci neúplných škol přestoupit do jiných školských institucí.

## Přechod mezi školami
Po dokončení neúplné základní školy přecházejí žáci do úplné spádové základní školy pro danou obec, která žákům poskytne zbylou část povinného základního vzdělání. Podmínky pro přestupy žáků mezi školami jdou ustanoveny v § 49 školského zákona. Zároveň platí, že žákem nově navštěvovaná škola má za povinnost vytvořit podmínky pro vyrovnání rozdílů ve znalostech žáka, které vyplývají z rozdílností ve školním vzdělávacím programu daných škol.
Další možností přestupu žáků neúplných škol je přechod na střední školy a konzervatoře, pakliže na jimi doposud navštěvované škole úspěšně absolvovali minimálně pět ročníků. V případě přestupu na střední školy je ovšem, kromě ukončení minimálně prvního vzdělávacího stupně, zapotřebí projít přijímacím řízením, které stanovuje ředitel vybrané instituce.

## Poměry škol v ČR
Poměry úplných a neúplných základních škol je po celé republice a v rámci jednotlivých krajů rozdílný.
Například v Jihomoravském kraji se nachází celkem 116 neúplných škol. Celkem se v kraji nachází přes 700 škol, a to včetně základních, praktických, uměleckých, jazykových, středních, odborných, vyšších odborných, konzervatoří a lyceí.